# Emilio Materassi
Emilio Materassi,  italijanski dirkač Formule 1, * 1889, Firence, Italija, † 9. september 1928, Monza, Italija.
Emilio Materassi je pokojni italijanski dirkač, ki je zmagal na več kot desetih pomembnejših evropskih dirkah za Veliko nagrado, kar štirikrat na italijanski dirki Coppa Ciano, toda v starosti trideset let se je na Veliki nagradi Italije 1928 smrtno ponesrečil v nesreči v kateri je umrlo še sedemindvajset gledalcev.

## Pomembnejše zmage
- Velika nagrada Bologne : 1927
- Coppa Perugia : 1924, 1927
- Velika nagrada Savia: 1925
- Velika nagrada Mugella : 1925, 1928
- Coppa Ciano : Coppa Ciano 1925, 1926, 1927, 1928
- Velika nagrada Tripolija : 1927
- Targa Florio : 1927
- Velika nagrada San Sebastiana : 1927